# Municipio de Ash (Misuri)
El municipio de Ash (en inglés: Ash Township) es un municipio ubicado en el condado de Barry en el estado estadounidense de Misuri. En el año 2010 tenía una población de 948 habitantes y una densidad poblacional de 8,86 personas por km².

## Geografía
El municipio de Ash se encuentra ubicado en las coordenadas 36°34′33″N 94°2′23″O / 36.57583, -94.03972. Según la Oficina del Censo de los Estados Unidos, el municipio tiene una superficie total de 106.95 km², de la cual 106,91 km² corresponden a tierra firme y (0,03 %) 0,03 km² es agua.

## Demografía
Según el censo de 2010, había 948 personas residiendo en el municipio de Ash. La densidad de población era de 8,86 hab./km². De los 948 habitantes, el municipio de Ash estaba compuesto por el 94,83 % blancos, el 0,53 % eran amerindios, el 0,53 % eran asiáticos, el 0,21 % eran de otras razas y el 3,9 % eran de una mezcla de razas. Del total de la población el 1,27 % eran hispanos o latinos de cualquier raza.